# Longeville-lès-Metz
 Longeville-lès-Metz  es una población y comuna francesa, en la región de Lorena, departamento de Mosela, en el distrito de Metz-Campagne y cantón de Woippy.

## Demografía
| 4058 | 4379 | 4136 | 4078 | 4134 | 4012 |
| Para los censos de 1962 a 1999 la población legal corresponde a la población sin duplicidades (Fuente: INSEE [Consultar]) |      |      |      |      |      |